# Râul Valea Rece, Borșa
Râul Valea Rece este un curs de apă, afluent al râului Borșa. 